# NGC 3063
NGC 3063 – gwiazda podwójna znajdująca się w gwiazdozbiorze Wielkiej Niedźwiedzicy. Jej składniki mają jasność 14,9m i 15,3m. Zaobserwował ją William Herschel 30 września 1802 roku i skatalogował jako obiekt typu „mgławicowego”.